# Gasela de Mongòlia
La gasela de Mongòlia (Procapra gutturosa), coneguda localment com a zeren, és un antílop de mida mitjana nadiu de les estepes centreasiàtiques semiàrides de Mongòlia, així com de parts de Sibèria i la Xina. El nom zeren és una corrupció russa del nom mongol zeer. A l'estiu té un pelatge marró clar amb tons rosats, que esdevé més llarg i pàl·lid durant l'hivern. També té una característica taca blanca en forma de cor a la zona de la gropa, dividida per una línia mediana d'un color més fosc. Els mascles tenen banyes en forma de lira que es cargolen cap enrere des del front.

## Descripció
A l'estiu, el seu pelatge és de color marró clar amb tons rosats, es fa més llarg i pàl·lid durant l'hivern. També té una taca blanca distintiva en forma de cor a la zona de la gropa, dividida per una línia mitjana de color més fosc. El mascle té unes banyes en forma de lira que s'enrotllen cap enrere des del front. És una corredora extremadament ràpida i nedada molt bé..
A l'hivern són majoritàriament diürns, però a l'estiu són poc actius després de la sortida i abans de la posta del sol. Acostumen a viatjar molt, i les migracions es produeixen a la primavera i a la tardor, però la distància i la direcció varien segons el clima i la disponibilitat d'aliments.

## Reproducció
L'època d'aparellament és a finals de tardor o hivern; en aquest moment, la gola dels mascles s'inflen amb un efecte semblant al goll. La competència és vigorosa, però les baralles rarament es produeixen. El període de gestació dura entre 5-6 mesos. Els naixements es produeixen al juny i al juliol, quan grups de desenes de femelles se separen del ramat per donar a llum, i després es reincorporen al ramat. Normalment donen a llum una sola cria i de vegades bessons. Pesen uns 3 kg i poden seguir el ritme de la seva mare al cap d'uns dies. Podran aparellar-se després de 17-18 mesos del part.

## Conservació
La gasela de mongòlia continua sent un dels animals grossos més nombrosos del món, amb una població total d'uns 1,5 milions d'individus, però aproximadament 100.000 es maten cada any. Tanmateix, l'estat de conservació és almenys preocupant. Es desconeix si la població augmenta o disminueix, però se sap que la població està subjecta a fluctuacions importants a causa de malalties i hiverns severs.